# Graham Little
Graham Little (27 de septiembre de 1971) es un exfutbolista escocés que jugaba como delantero. Como hecho más destacado de su carrera, logró ser goleador del Campeonato de Fútbol de Nueva Zelanda 2007-08.

## Carrera
Comenzó su carrera en el Miramar Rangers, club con el que ganó la Liga Nacional de Nueva Zelanda en 2002 y 2003 hasta que en 2004 firmó con el recién fundado Team Wellington. Jugó cuatro temporadas en el club de la capital neozelandesa, con excepción de un tiempo en 2006 en el que disputó el Campeonato de Clubes de Oceanía con el Auckland City. Logró ser goleador en la temporada 2007/08, año en el que dejaría la franquicia wellingtoniana para jugar en el Miramar Rangers. En 2009 se retiró.

### Clubes
| Club            | País          | Año         |
| --------------- | ------------- | ----------- |
| Miramar Rangers | Nueva Zelanda | ¿? - 2004   |
| Team Wellington | Nueva Zelanda | 2004 - 2006 |
| Auckland City   | Nueva Zelanda | 2006        |
| Team Wellington | Nueva Zelanda | 2006 - 2008 |
| Miramar Rangers | Nueva Zelanda | 2008 - 2009 |